# 2016年度YAHOO!搜尋人氣大獎得獎名單
YAHOO!人氣大獎2016 頒獎典禮，於2016年12月20日晚上8時假尖沙咀文化中心露天廣場舉行，司儀由森美擔任，頒獎典禮門票收益扣除成本撥捐願望成真基金。

## 得獎名單

### 音樂獎項
- 人氣歌曲
  - 《告別之前》 － 陳柏宇
  - 《沒有你，我什麼都不是》 － 陳柏宇
  - 《羅賓》 － 張敬軒
  - 《一個都不能少》 － 李克勤
  - 《舊街角》 － 連詩雅
  - 《穿花蝴蝶》 － 衛蘭
  - 《多少年》 － 王灝兒
  - 《百姓》 － 吳業坤
  - 《四不像》 － 泳兒
  - 《你是你本身的傳奇》 － 方皓玟
- 人氣MV
  - 《哪裡只得我共你》 － Dear Jane
  - 《穿花蝴蝶》 － 衛蘭
  - 《仍堅持》 － 鄭世豪
- 唱作歌曲
  - 《一雙手》 － 林奕匡
  - 《卜卜卜》 － 小塵埃
  - 《這首歌的名字是秘密》 － 鍾舒漫
- 年度熱搜熱曲
  - 《女神》 － 鄭欣宜
- 本地唱作歌手
  - 周國賢
- 本地女歌手
  - 容祖兒
- 本地男歌手
  - 張敬軒
- 本地音樂組合
  - Dear Jane
  - RubberBand
  - Supper Moment
- 樂壇新勢力
  - JC
  - 陳明熹
  - 鄧小巧
- 網上熱爆歌曲
  - 《PPAP》 － 黃建東
  - 《雞全部都係雞》 － 盤菜瑩子
  - 《Side Angle Side》
- 人氣電視劇集主題曲
  - 《記住忘記我》 － 許廷鏗
- 人氣電視劇集合唱歌
  - 《從未知道你最好》 － 陳展鵬、胡定欣

### 電視電影獎項
- 本地演員
  - 林嘉欣
- 本地電影
  - 十年
- 海外電影
  - 屍殺列車
- 人氣電視劇集
  - 《城寨英雄》
- 人氣急星
  - 袁偉豪
  - 龔嘉欣
  - 麥明詩
- 電視男藝人
  - 陳展鵬
- 電視女藝人
  - 胡定欣
- 人氣電視螢幕情侶
  - 伍允龍、劉佩玥
- 人氣廣告代言
  - 蘇麗珊

### 亞洲區獎項
- 最具號召力台灣男藝人
  - 周興哲
- 年度熱搜韓國新世代女演員
  - 金裕貞

### 至尊獎項
- 圖片搜尋次數最多的人物
  - 張秀文
- 人氣票
  - 鍾欣潼
- 人氣票王
  - 鄭俊弘
- 最具號召力香港男藝人
  - 李克勤
- 最具號召力香港組合
  - Twins

## 參看
- 搜尋人氣大獎2016（页面存档备份，存于）